# Jean Rosengren
Jean Waldemar Rosengren, född 9 juli 1894 i Nevishögs församling, Malmöhus län, död 31 maj 1965 i Malmö, var en svensk målare.
Rosengren var som konstnär autodidakt och bedrev självstudier under resor till bland annat Danmark. Hans konst består av skogsinteriörer, kustbilder och landskap med skånska motiv. Hans konst påminner lite om den äldre formen av gåramåleri. Rosengren är begraven på Sankt Pauli södra kyrkogård i Malmö.